# Пузанчик яйцевидный
Пузанчик яйцевидный (лат. Hyphydrus ovatus) — вид жесткокрылых семейства плавунцов.

## Описание
Жук длиной всего 4,5—5 миллиметров. Тело ржаво-красного цвета, иногда с неясными пятнами; самец имеет блестящий окрас, а самка матовый.

## Экология
Обитают в водоёмах со стоячей водой.

## Распространение
Встречается в Европе, Турции, Сибири и Казахстане.